# Блейд, мисливець за вампірами
«Блейд, мисливець за вампірами» (англ. Blade the Vampire Hunter) — дев'ята серія другого сезону мультсеріалу «Людина-павук» 1994 року.

## Сюжет
У місті з'являється мисливець за вампірами Блейд щоб знищити Морбіуса, але Людина-павук хоче знову пертворити Морбіуса на людину. Коли Людина-павук пояснює Блейду, що Морбіус — жертва нещасного експерименту, Блейд планує знищити винахід, який перетворив Морбіуса на вампіра, але Морбіус опереджає Блейда і викрадає винахід…

## У ролях
- Крістофер Деніел Барнс — Пітер Паркер/Людина-павук
- Джим Каммінгс — Пітер Паркер/НадПавук
- Сара Баллантайн — Мері Джейн Ватсон
- Дженніфер Гейл — Феліція Гарді
- Ліз Джорджез — Дебра Вітмен
- Гері Імгофф — Гаррі Озборн
- Джозеф Кампанелла — доктор Курт Коннорс/Ящір
- Доунн Льюіс — лейтенант Террі Лі
- Дж. Д. Голл — Ерік Брукс/Блейд
- Малкольм Макдавелл — Абрагам Вістлер
- Нік Джеймсон — Майкл Морбіус